# Tim Finn
Brian Timothy Finn (Te Awamutu, 25 juni 1952) beter bekend als Tim Finn, is een Nieuw-Zeelands zanger en liedjesschrijver. Tim Finn speelde zowel solo als in Split Enz, Crowded House en de Finn Brothers. Tim is de zes jaar oudere broer van Neil Finn en oom van Liam Finn.

## Biografie
Hij werd geboren in Te Awamutu, en ging naar een katholieke kostschool met een studiebeurs, en vanaf 1971 studeerde hij filosofie en politiek aan de universiteit van Auckland. Het muzieklokaal (Room 129 dat later in een Split Enz lied werd gebruikt) had echter een grotere aantrekkingskracht dan de studie, en het was daar dat hij samen met vrienden Mike Chunn, Robert Gillies, Philip Judd en Noel Crombie de eerste stappen zette op het muziekpad. In 1972 hield Brian op met studeren om zich fulltime op de muziek te kunnen richten.
Phil en Tim (die nu zijn tweede naam als toneelnaam ging gebruiken) vormden een band die Split Ends heette. De band hernoemde zichzelf een jaar later bij de eerste optredens in Australië naar Split Enz om hun Nieuw-Zeelandse wortels weer te geven. De muziekstijl is eclectisch en erg origineel, met invloeden van vaudeville, swing, punk en popmuziek. Tussen 1972 en 1977 deelde Tim de aanvoering van de band met Phil, toen hij de band verliet kwam Tims jongere broer, toen 17 jaar, Neil bij de band.
In 1983, toen Split Enz een pauze had ingelast, nam Tim zijn eerste soloalbum op, Escapade, die met name in Nieuw-Zeeland en Australië erg succesvol was. De single Fraction Too Much Friction werd een hit. Door zijn succes en affaire met actrice Greta Scacchi, die hij ontmoet had op de set van de film The Coca-Cola Kid besloot hij in juni 1984 uit Split Enz te stappen en zijn solocarrière voort te zetten. In 1985 verhuisde hij naar Londen, en bracht hij zijn tweede album uit, Big Canoe, dat niet hetzelfde succes had als zijn voorganger.
Laat 1989 woonde hij in Melbourne, en nam zijn derde album op voor Capitol Records, genaamd Tim Finn. In dezelfde tijd werkte hij samen met zijn broer Neil aan een Finn Brothers album, maar in plaats van een onafhankelijk project werd Tim een lid van Neils band Crowded House, en hij werkt mee aan het derde album van de band, Woodface. Crowded House was echter niet bestand tegen de twee aanvoerders van het schip, en Tim verliet (op goede voet) de band.
De samenwerking tussen de twee broers werd herhaald in 1995, en een lo-fi album met de titel Finn werd uitgebracht, en zag de broers toeren in Amerika, Australië en Europa om het album te promoten. In 2004 kwam er een tweede album uit, met de naam Everyone is here.
Andere samenwerkingen zijn die met Iers zanger Andy White en Hothouse Flowers zanger Liam O'Maonlai in het project ALT (Andy, Liam, Tim). Een album, Altitude, werd uitgebracht in 1995. In 2000 deed hij een aantal concerten met mede-kiwis Dave Dobbyn en Bic Runga, hieruit kwam het live-album Together in Concert voort.
In 2020 startte Tim Finn samen met Phil Manzanera (ex-Roxy Music) en Eddie Rayner en Noel Crombie (voormalige bandleden van Split Enz) een nieuwe band met de naam Forenzics. De band bracht in 2022 een album uit met de titel Shades and Echoes. In deze jaren bracht Finn ook twee albums en een EP uit met Phil Manzanera, de voormalig gitarist van Roxy Music die in de jaren zeventig een album van Split Enz had geproduceerd.
Eind maart 2023 bracht Finn samen met Andy White een nieuw album uit met de naam AT.
Tim Finn is getrouwd met Marie Azcona, en zij hebben een zoon, Harper (1998) en een dochter, Elliot Maisy (2003).

## Discografie

### Albums

##### Solo
- Escapade (1983) - Singles: Fraction Too Much Friction, In A Minor Key, Through The Years, Staring At The Embers
- Big Canoe (1986) - Singles: Carve You In Marble, No Thunder No Fire No Rain
- Tim Finn (1989) - Singles: How'm I Gonna Sleep
- Before & After (1993) - Singles: Hit The Ground Running, Persuasion
- Say It Is So (1999) - Single: Twinkle
- Feeding The Gods (2001) - Single: What You've Done
- The Chronicles Of Narnia OST (2005) - Single: Winter Light
- Imaginary Kingdom (2006) - Single: Couldn't be done
- The Conversation (2008) - Single: Out of this world
- North, South, East, West… Anthology (2009) (verzamelalbum)
- The View Is Worth The Climb (2011) - Single: Going Going Gone
- The Fiery Maze (2018)

##### Met Split Enz
- Mental Notes (1975)
- Second Thoughts (1976)
- Dizrythmia (1977)
- Frenzy (1979)
- True Colours (1980)
- Waiata/Corroboree (1981)
- Time and Tide (1982)
- Conflicting Emotions (1983)

##### Met Crowded House
- Woodface (1991)

##### Met ALT
- Altitude (1995)

##### Met Finn Brothers
- Finn (1995)
- Everyone is here (2004)

##### Met Bic Runga en Dave Dobbyn
- Together in Concert (2000)

##### Met Phil Manzanera
- Caught by the Heart (2021)
- The Ghost of Santiago (2022)
- Viento en Popa (2023)

##### Met Forenzics
- Shades and Echoes (2022)

##### Met Andy White
- AT (2023)

### NPO Radio 2 Top 2000
| Nummer met noteringen in de NPO Radio 2 Top 2000 | '99  | '00  | '01  | '02  | '03  | '04  | '05  |
| ------------------------------------------------ | ---- | ---- | ---- | ---- | ---- | ---- | ---- |
| Fraction Too Much Friction                       | 1307 | 1375 | 1781 | 1442 | 1901 | 1922 | 1963 |

1. ↑  Een vetgedrukt getal geeft de hoogste notering aan.
2. ↑  Deze tabel is bijgewerkt tot en met de laatste editie (2024).